# Antonina Shevchenko
Antonina Shevchenko (en ruso: Антонина Анатольевна Шевченко; Biskek, República Socialista Soviética de Kirguistán, Kirguistán, 20 de noviembre de 1984) es una artista marcial mixta kirguís que llegó a competir en la división de peso mosca de Ultimate Fighting Championship. Es hermana de la también artista marcial mixta Valentina Shevchenko.

## Carrera como peleadora de Muay Thai y kickboxer
Entre 2003 y 2017 participó en 40 combates profesionales de kickboxing y muay thai, ganando 39 y perdiendo solo uno, contra Yulia Voskoboynik. Ganó 4 medallas de oro y una sola de bronce y plata en los campeonatos mundiales de IFMA, así como una medalla de plata en la Copa del Mundo Real de IFMA. También es ex campeona de K1 y de Muay Thai de WKC, ex campeona de Muay Thai de Phoenix FC y ex campeona de Muay Thai del Lion Fight, con dos defensas del título.

## Carrera como artista marcial mixta

### Carrera temprana
Debutó en las MMA en 2002 y compiló un récord de 3-0 antes de tomar un descanso de doce años del deporte. En 2017, regresó a las MMA, construyendo su récord a 7-1.

### Dana White's Tuesday Night Contender Series
Compitió en la segunda temporada del Dana White's Tuesday Night Contender Series, donde los luchadores compiten por la oportunidad de obtener un contrato con la UFC. Estaba programada para enfrentarse a Silvana Gómez Juárez en el Dana White's Tuesday Night Contender Series 11 el 26 de junio de 2018, sin embargo, 8 días antes del combate se anunció que Juárez se vio obligada a abandonar el combate con una lesión no revelada. Como resultado, fue sustituida por Jaimelene Nievera. Ganó el combate por nocaut técnico en el segundo asalto. Su victoria le valió un contrato con la UFC.

### Ultimate Fighting Championship
Se esperaba que se enfrentara a Ashlee Evans-Smith el 30 de noviembre de 2018 en The Ultimate Fighter 28 Finale. Sin embargo, se informó el 8 de noviembre de 2018 que Evans-Smith se retiró del evento debido a una lesión y fue sustituida por Ji Yeon Kim. En el pesaje, Kim pesó 130.5 libras, 4.5 libras por encima del límite del combate de peso mosca sin título de 126. Se le impuso una multa del 20% de su bolsa, que fue a parar a manos de su oponente Shevchenko. El combate continuó en el peso acordado. Ganó el combate por decisión unánime.
Se enfrentó a Roxanne Modafferi el 20 de abril de 2019 en UFC Fight Night: Overeem vs. Oleinik. Perdió el combate por decisión dividida.
Se enfrentó a Lucie Pudilová el 3 de agosto de 2019 en UFC on ESPN: Covington vs. Lawler. Ganó el combate por sumisión en el segundo asalto. Este combate le valió el premio a la Pelea de la Noche.
Se esperaba que se enfrentara a Cynthia Calvillo el 25 de abril de 2020. Sin embargo, el 9 de abril, el presidente de la UFC, Dana White, anunció que este evento se posponía para una fecha futura. En su lugar, se enfrentó a Katlyn Chookagian el 30 de mayo de 2020 en UFC on ESPN: Woodley vs. Burns. Perdió el combate por decisión unánime.
Se enfrentó a Ariane Lipski el 21 de noviembre de 2020 en UFC 255. Ganó el combate por TKO en el segundo asalto. Esta victoria le valió el premio a la Actuación de la Noche.
Se enfrentó a Andrea Lee el 15 de mayo de 2021 en UFC 262. Perdió el combate por sumisión en el segundo asalto.
Se enfrentó Casey O'Neill el 2 de octubre de 2021 en UFC Fight Night: Santos vs. Walker. Perdió el combate por TKO en el primer asalto.
Se esperaba que se enfrentara a Cortney Casey el 30 de abril de 2022 en UFC on ESPN: Font vs. Vera. Sin embargo, el combate fue pospuesto al 9 de julio de 2022, en UFC on ESPN: dos Anjos vs. Fiziev, ya que se lesionó la rodilla en un entrenamiento. Ganó el combate por decisión dividida.

## Campeonatos y logros

### Muay Thai
- Campeona Mundial Femenina de peso superligero de WMC 2017.[32]
- Campeona Mundial de Muay Thai de Phoenix Fighting Championship 2017.
- Campeonato Mundial de Muay Thai de peso ligero de Lion Fight.
  - Dos defensas exitosas del título.
- Campeona Mundial de Muay Thai Amateur de la IFMA 2016 (63.5 kg).
- 2014 Campeona Mundial de Muay Thai de W.K.C. (63.5 kg)
- 2013 Campeona Mundial de K1 de W.K.C. (63.5 kg)
- 2011 Medalla de oro - Campeonato Mundial de Muay Thai Amateur de IFMA (63.5 kg)
- 2008 Medalla de bronce - Campeonato Mundial de Muay Thai Amateur de IFMA (60 kg)
- 2007 Medalla de plata en el Campeonato Mundial de Muay Thai Amateur de IFMA (60 kg)
- 2003 Medalla de oro en el Campeonato Mundial de Muay Thai Amateur de IFMA (60 kg)[33]

### Taekwondo
- Campeonato de Europa ITF y WTF 2005, medalla de oro (63 kg)[34]
- Campeonato de Europa ITF y WTF 2005 por equipos, medalla de oro[35]
- Campeonato Mundial de la ITF 2003, medalla de Plata (63 kg)[36]
- Campeonato Asiático ITF 2002, Medalla de Oro (58 kg)[37]
- Campeonato Mundial de la ITF 1998, Medalla de Bronce (58 kg)[38]

### Artes marciales mixtas
- Ultimate Fighting Championship
  - Pelea de la Noche (una vez) vs. Lucie Pudilová[39]
  - Actuación de la Noche (una vez) vs. Ariane Lipski[24]

## Vida personal
Su familia de es de origen ucraniano. Es la hermana mayor de la también luchadora de MMA de peso mosca de UFC Valentina Shevchenko. Antonina y Valentina hicieron historia en la UFC al convertirse en la primera pareja de hermanas en luchar en la misma cartelera en UFC 255.

## Récord en artes marciales mixtas
| Resultado | Récord | Oponente          | Método                                         | Evento                                         | Fecha                    | Ronda | Tiempo | Localización         | Notas                                                            |
| --------- | ------ | ----------------- | ---------------------------------------------- | ---------------------------------------------- | ------------------------ | ----- | ------ | -------------------- | ---------------------------------------------------------------- |
| Victoria  | 10-4   | Cortney Casey     | Decisión (dividida)                            | UFC on ESPN: dos Anjos vs. Fiziev              | 9 de julio de 2022       | 3     | 5:00   | Las Vegas, Nevada    |                                                                  |
| Derrota   | 9-4    | Casey O'Neill     | TKO (puñetazos)                                | UFC Fight Night: Santos vs. Walker             | 2 de octubre de 2021     | 2     | 4:47   | Las Vegas, Nevada    |                                                                  |
| Derrota   | 9-3    | Andrea Lee        | Sumisión (estrangulamiento por triángulo)      | UFC 262                                        | 15 de mayo de 2021       | 2     | 4:52   | Houston, Texas       |                                                                  |
| Victoria  | 9-2    | Ariane Lipski     | TKO (puñetazos)                                | UFC 255                                        | 21 de noviembre de 2020  | 2     | 4:33   | Las Vegas, Nevada    | Actuación de la Noche.                                           |
| Derrota   | 8-2    | Katlyn Chookagian | Decisión (unánime)                             | UFC on ESPN: Woodley vs. Burns                 | 30 de mayo de 2020       | 3     | 5:00   | Las Vegas, Nevada    |                                                                  |
| Victoria  | 8-1    | Lucie Pudilová    | Sumisión técnica (estrangulamiento por detrás) | UFC on ESPN: Covington vs. Lawler              | 3 de agosto de 2019      | 2     | 1:20   | Newark, Nueva Jersey | Pelea de la Noche.                                               |
| Derrota   | 7-1    | Roxanne Modafferi | Decisión (dividida)                            | UFC Fight Night: Overeem vs. Oleinik           | 20 de abril de 2019      | 3     | 5:00   | San Petersburgo      |                                                                  |
| Victoria  | 7-0    | Ji Yeon Kim       | Decisión (unánime)                             | The Ultimate Fighter: Heavy Hitters Finale     | 30 de noviembre de 2018  | 3     | 5:00   | Las Vegas, Nevada    | Combate de peso acordado (130.5 libras); Kim no alcanzó el peso. |
| Victoria  | 6-0    | Jaymee Nievara    | TKO (rodillazos)                               | Dana White's Tuesday Night Contender Series 11 | 26 de junio de 2018      | 2     | 3:22   | Las Vegas, Nevada    | Debut en el peso mosca.                                          |
| Victoria  | 5-0    | Valérie Domergue  | Decisión (unánime)                             | Phoenix FC 4: Dubai                            | 22 de diciembre de 2017  | 3     | 5:00   | Dubái                |                                                                  |
| Victoria  | 4-0    | Anissa Haddaoui   | Decisión (unánime)                             | Phoenix FC 3: UK vs. The World                 | 22 de septiembre de 2017 | 3     | 5:00   | Londres              |                                                                  |
| Victoria  | 3-0    | Hyun Seong Kim    | Decisión (unánime)                             | WXF: X-Impact World Championships 2005         | 9 de julio de 2005       | 3     | 5:00   | Seúl                 |                                                                  |
| Victoria  | 2-0    | Hyun Seong Kim    | Decisión (unánime)                             | WXF: X-Impact World Championships 2003         | 3 de diciembre de 2003   | 3     | 2:00   | Seúl                 |                                                                  |
| Victoria  | 1-0    | Anara Bayanova    | TKO (puñetazos)                                | KFK: Cup of Kyrgyzstan                         | 15 de abril de 2002      | 2     | N/A    | Biskek               |                                                                  |